# ジェームズ・シンプソン

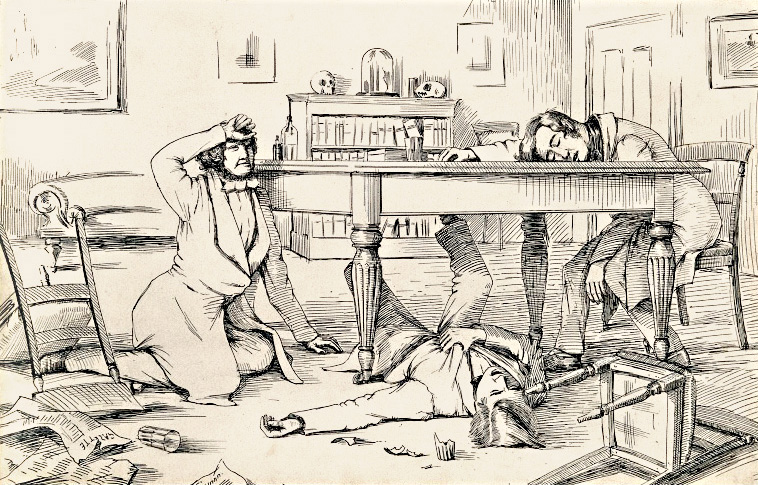
シンプソンの実験を描いた挿絵

ジェームズ・ヤング・シンプソン（Sir James Young Simpson、1811年6月7日 - 1870年5月6日）は、スコットランドの産科医である。クロロホルムによる麻酔の医学への応用を初めて行ったことで知られる。ウェスト・ロージアンのバスゲイト出身。14歳でエディンバラ大学に入学し、ロバート・リストンに師事する。19歳で医師の資格を取り、1832年に大学を卒業、エディンバラ大学の産科の教授に就任。1847年にヴィクトリア女王のスコットランドでの侍医に任じられ、1856年にはフランス科学アカデミーからモンティヨン賞を、1886年には準男爵の称号を授与された。エディンバラ大学の医科、産科の教授として産科鉗子の改善や敗血症の予防にも貢献した。

## 生涯
実家は貧しいパン屋で、両親を早くに失ったが、兄サンディと姉メアリーに支えられ、エディンバラ大学に入学、1932年にM.D.の称号を得る。8人兄弟の末っ子だったが14才で入学し、ラテン語、ギリシア語、数学、哲学を学んでいる。学生時代、麻酔無しの手術を目撃し、一度は医学の道を諦めるが、ジョン・トムソンの助手をしていたとき、産科を勧められ、異例の若さで講座を担当するようになった。
外科手術などへの全身麻酔技術としては、18世紀末にハンフリー・デービーが笑気ガス(亜酸化窒素)に麻酔作用のあることを示し、1804年に日本の華岡青洲がチョウセンアサガオなどの生薬による麻酔を使った外科手術に成功している。アメリカ合衆国でクロウフォード・ロングやウィリアム・T・G・モートンがエーテルによる麻酔法を開発し、1846年に公開実験に成功したが、エーテルは気管支を刺激するなどの副作用があった。
モートンは1846年10月16日にエーテルによる麻酔に成功しており、シンプソンは1847年1月19日にエーテルを使用した出産に成功したが、もっといいものがないかと、助手2人と共に自宅で様々なガスを試すことに熱中し、お隣のジェームズ・ミラー教授は、毎朝みんなが生きているか見に行っていたという。1831年頃、アメリカ、フランス、ドイツで次々と発見されたクロロホルムのことを知っていたリンリスゴー出身のデイビッド・ウォルディは、シンプソンにこれを勧め、1847年11月4日、シンプソンらはその効果を確認した。ウォルディは、シンプソンにクロロホルムを提供する約束をしたものの果たせなかったという。そのため、シンプソンはエジンバラのダンカンとフロックハートから調達しており、シンプソンの姪にも試している。
ミラー教授が腕の手術をする際、シンプソンがクロロホルムで麻酔をかけて成功すると、すぐに産科に取り入れ、初めてクロロホルム麻酔下で生まれた娘は、「Anaesthesia（麻酔）」と名付けられ、シンプソンは彼女を守護聖人と呼んだという。11月10日、シンプソンは早速クロロホルムの麻酔効果について学会で発表した。
又婦に言たまひけるは我大に汝の懷姙の劬勞を増すべし汝は苦みて子を產ん—『舊新約聖書』より、『旧約聖書』創世記、3.16
12月10日の学会発表では50の成功例を挙げたが、道徳的にも宗教的にも、そして同業者からも非難を受けた。保守的なロンドン医学会の反発は強く、クロロホルムによる死亡例が増えるにつれ、安全性が疑問視されるようになったが、ジョン・スノーによって投与量が厳密に管理されるようになると、1853年4月7日、ヴィクトリア女王の出産に使用されたことで反対運動は下火となり、更にカンタベリー大主教の娘の出産にも利用されたことで、宗教界からの反発も収束したものの、ロンドンで認められたのは、実績を慎重に見極めた1867年になってからであった。
クロロホルム麻酔の使用例が増えるにつれ、心停止による死亡事故の例が報告されるようになった。巻き爪手術を受けた少女にシンプソンがクロロホルムを投与し死亡事故が起きた際、クロロホルムが死亡原因として指摘されたが、シンプソンは自分自身で安全性は証明済みとして指摘を退けた。しかし、調査によってエーテルに比べてクロロホルムを使用した手術の死亡率が4.5倍も高い事が明らかになると、麻酔薬はエーテルや笑気ガスに回帰していった。シンプソンはクロロホルム支持の立場を頑なに維持したが、新しい麻酔剤を発見するための自己実験を行い続けて健康を損ない、1870年に死亡した。死因は冠動脈血栓症、59歳だったが、クロロホルム麻酔以外にも、ホメオパシーやホスピタリズムなどに興味を持ち、消毒には反対していたが、敗血症の予防のため、結紮に絹糸を使用しないよう呼びかけた。産科医として、シンプソン鉗子を考案し、吸引分娩の概念を考え出した。
クロロホルムは現在は麻酔薬として使用されなくなっている。医療目的でのクロロホルムの使用を原因として、10万人以上が死亡したと推定されている。